# Zwartknieblindwants
De zwartknieblindwants (Blepharidopterus angulatus) is een wants uit de familie van de blindwantsen (Miridae). De wetenschappelijke naam werd gepubliceerd in 1807 door Carl Fredrik Fallén. 

## Uiterlijk
De smalle langwerpige wants kan 5 tot 6 mm lang worden en is altijd langvleugelig (macropteer). Het lichaam is voornamelijk groen van kleur met zwarte randen aan de hoekpunten van het halsschild (pronotum), de binnenkant van de voorvleugels en tussen de cuneus en het doorzichtige deel van de vleugels. De antennes zijn lichtbruin van kleur met donkere accenten op de basis en top van het tweede segment.
De dijen van de poten zijn groen en na de knie lichtbruin gekleurd. De knie zelf is zwart, vandaar de Nederlandse naam van de wants.

## Leefwijze
De soort kent één generatie per jaar en overwintert als eitje. De volwassen wantsen worden van eind mei tot oktober gevonden op loofbomen zoals berk (Betula), els (Alnus) en hazelaar (Corylus avellana). Ook kleine geleedpotigen zoals spintmijten (Tetranychidae) en bladluizen (Aphidoidea) staan op het menu.

## Leefgebied
De soort komt voor in Noord-Amerika, Noord-Afrika en het Palearctisch gebied. In Nederland komt de wants overal voor waar loofbomen staan, in parken, tuinen, boomgaarden en langs bosranden.